# حصار عبد الكريم
حصارعبدالكريم (بالفارسية: حصارعبدالکریم) هي قرية تقع في إيران في منطقة مركزية ريفية. يقدر عدد سكانها بـ 18 نسمة بحسب إحصاء 2016.